# Marjan Turnšek
Marjan Turnšek (Celje, 25 luglio 1955) è un arcivescovo cattolico sloveno, dal 31 luglio 2013 arcivescovo emerito di Maribor.

## Biografia
Marjan Turnšek è nato a Celje il 25 luglio 1955.

### Formazione e ministero sacerdotale
Ha frequentato la scuole elementare, media e superiore nella sua città natale. Nel 1974 si è diplomato al liceo di Celje. Ha proseguito gli studi presso la Facoltà di teologia dell'Università di Lubiana dove si è laureato nel 1981 sotto la supervisione di Jože Krašovec.
Il 28 giugno 1981 è stato ordinato presbitero dal vescovo Franc Kramberger e in seguito è stato nominato vicario parrocchiale nella parrocchia di San Martino a Velenje.
Dal 1985 al 1990 ha studiato presso la Pontificia Università Gregoriana. Nel 1987 ha conseguito la licenza con una tesi intitolata "Corpo mistico: il mistero dell'unità della Chiesa e dell'Eucaristia". Il 17 dicembre 1990 ha conseguito il dottorato in teologia dogmatica con una tesi intitolata "Chiesa e sacramenti nella teologia del periodo pre-conciliare nei decreti del Vaticano II" che poi è stata pubblicata dall'ateneo. Allo stesso tempo, si è diplomato in biblioteconomia presso la Scuola vaticana di biblioteconomia della Biblioteca apostolica vaticana. Durante i suoi studi romani ha alloggiato prima presso il Collegio teutonico del campo santo e poi in quello sloveno.
Nel 1990 è entrato come ricercatore associato nella Congregazione per le cause dei santi e dal 18 luglio 1992, si è dedicato, come vice-postulatore, alla causa del vescovo Anton Martin Slomšek, beatificato il 19 settembre 1999. Si è dedicato anche a favorire la conoscenza nel grande pubblico di monsignor Slomšek, il primo beato sloveno. Dal 1993 è stato membro della Società europea per la teologia cattolica.
Nel 1991 è tornato in patria come docente di teologia dogmatica nella Facoltà di teologa dell'Università di Lubiana. Nella sua ricerca scientifica ha studiato il rito dell'esorcismo. Dal 1º settembre 1994 alla nomina episcopale è stato rettore del seminario di Maribor. Ha ricoperto anche gli incarichi di membro del collegio dei consultori, esorcista diocesano e responsabile della formazione permanente per il clero. Il 7 gennaio 1999 è stato nominato canonico della cattedrale di Maribor e il 18 gennaio 1999 prelato d'onore di Sua Santità. È stato anche avvocato nel tribunale ecclesiastico diocesano.
Ha fatto parte anche della segreteria della Conferenza episcopale slovena dal 1997 al 2001.

### Ministero episcopale
Il 7 aprile 2006 papa Benedetto XVI lo ha nominato primo vescovo della nuova diocesi di Murska Sobota. Ha ricevuto l'ordinazione episcopale il 25 giugno dello stesso anno nella cattedrale di Murska Sobota dall'arcivescovo di Maribor Franc Kramberger, coconsacranti il vescovo di Celje Anton Stres e il vescovo ausiliare di Maribor Jožef Smej. Nell'ambito delle Conferenza episcopale slovena è diventato responsabile, tra le altre cose, della Caritas nazionale.
Nel gennaio del 2008 ha compiuto la visita ad limina.
Il 28 novembre 2009 è stato nominato arcivescovo coadiutore di Maribor. Il 3 febbraio 2011 è succeduto a monsignor Franc Kramberger, dimessosi prima dei 75 anni d'età a causa delle gravi difficoltà finanziarie dell'arcidiocesi e delle due società a essa collegate. Poco dopo la nomina monsignor Turnšek ha dichiarato: "Accetto questa responsabilità e voglio aiutare i dipendenti che fanno di tutto per trovare la soluzione ottimale. Da sempre in un periodo di crisi gli sforzi di tutti permettono la miglior soluzione possibile".
Il 31 luglio 2013, su richiesta della Santa Sede, si è dimesso a causa della sua parziale responsabilità nella grave crisi finanziaria dell'arcidiocesi di Maribor. Nel 2010 una serie anomala di richieste di mutui da parte dell'arcidiocesi di Maribor indusse la Santa Sede a inviare in Slovenia un visitatore apostolico che portò alla luce una dissennata gestione finanziaria che si protraeva almeno dal 2003. La questione in effetti nel 2007 era già stata oggetto di inchieste giornalistiche, che tra le altre questioni stigmatizzavano la scelta di avere partecipazioni, sia pure indirette, in un'emittente televisiva pornografica. A detta degli ispettori ministeriali l'entità del debito rendeva quello della Chiesa cattolica slovena il più grande crac finanziario della storia del Paese.
Dal 2015 è presidente della commissione teologica della Conferenza episcopale slovena.

## Opere
- Pot v globino (1998) (COBISS)
- Najdragocenejše (1999) (COBISS)
- Govori, Gospod (2002) (COBISS)
- To troje (2005) (COBISS)
- Iz obličja v obličje (2006) (COBISS)
- Prva setev (2007) (COBISS)
- Prebudimo dremajočega velikana (2014) (COBISS) ISBN 978-961-265-129-9

## Genealogia episcopale
La genealogia episcopale è:
- Cardinale Scipione Rebiba
- Cardinale Giulio Antonio Santori
- Cardinale Girolamo Bernerio, O.P.
- Arcivescovo Galeazzo Sanvitale
- Cardinale Ludovico Ludovisi
- Cardinale Luigi Caetani
- Cardinale Ulderico Carpegna
- Cardinale Paluzzo Paluzzi Altieri degli Albertoni
- Papa Benedetto XIII
- Papa Benedetto XIV
- Papa Clemente XIII
- Cardinale Marcantonio Colonna
- Cardinale Giacinto Sigismondo Gerdil, B.
- Cardinale Giulio Maria della Somaglia
- Cardinale Carlo Odescalchi, S.I.
- Cardinale Costantino Patrizi Naro
- Cardinale Lucido Maria Parocchi
- Papa Pio X
- Cardinale Gaetano De Lai
- Cardinale Raffaele Carlo Rossi, O.C.D.
- Cardinale Amleto Giovanni Cicognani
- Arcivescovo Michele Cecchini
- Arcivescovo Franc Kramberger
- Arcivescovo Marjan Turnšek

## Araldica
| Stemma | Titolare                                      | Descrizione |
|        | Marjan Turnšek Arcivescovo emerito di Maribor | Lo stemma consiste in uno scudo spagnolo ed è diviso in due campi: quello superiore è di colore rosso e quello inferiore azzurro. Si tratta di due colori iconici: il rosso rappresenta Dio e l'azzurro l'uomo. Nel campo rosso vi è il Calvario e sotto la croce sono raffigurati Maria e Giovanni evangelista come due stelle. La croce simboleggia l'evento della morte di Gesù sul Calvario, un'espressione terrena dell'amore di Dio per l'uomo. L'amore di Dio per l'uomo trova la sua massima espressione nella morte di Gesù. Questa iconografia è strettamente associata con il motto episcopale che recita: "Dio è amore". Il campo azzurro e la stella a sei punte oro ricordano la Beata Vergine Maria e il nome dell'arcivescovo, Marjan. Uno degli appellativi della madre di Dio è infatti quello di "Stella del Mattino". Le tre stelle nel complesso richiamano lo stemma della città natale del vescovo, Celje. L'arcivescovo ha motivato la scelta del motto spiegando che come teologo ha più volte meditando e scritto sull'amore di Dio. Inoltre, pochi mesi prima della sua nomina, papa Benedetto XVI, ha pubblicato la sua prima enciclica proprio su questo argomento. Un'altra motivazione sta nella data di pubblicazione della nomina episcopale, il 7 aprile. Secondo gli studiosi è questo il giorno più probabile della morte di Gesù. |